# لشکر ۱۰۰ پیاده (ایالات متحده آمریکا)
لشکر ۱۰۰ پیاده (انگلیسی: 100th Infantry Division) لشکر پیاده‌نظام آموزشی نیروی زمینی ایالات متحده آمریکا و تحت امر فرماندهی نیروهای ذخیره است، که در سال ۱۹۱۸ تأسیس شد. ستاد فرماندهی و پادگان لشکر ۱۰۰ در شهر فورت ناکس، کنتاکی قرار دارد.
این لشکر در حال حاضر به عنوان یک فرماندهی آموزشی اصلی نیروی ذخیره ارتش ایالات متحده فعالیت می‌کند. به دلیل لقب «صدمین» خود، به «لشکر قرن» معروف بوده است.
در طول تاریخ طولانی خود، این لشکر نقش‌های متعددی را بر عهده داشته است. این لشکر که تا دهه ۱۹۵۰ به عنوان لشکر ۱۰۰ پیاده نظام خدمت می‌کرد، سپس به‌طور خلاصه به لشکر ۱۰۰ هوابرد تبدیل شد و سپس به لشکر ۱۰۰ آموزشی تبدیل شد. از زمان این تغییر، این لشکر در درجه اول نقش‌های آموزشی متعددی را برای سایر واحدهای ارتش برعهده گرفته است.
این لشکر در ابتدا در اواسط سال ۱۹۱۸ فعال شد، زمانی که برای پیوستن به نبردهای جنگ جهانی اول خیلی دیر بود. این لشکر بیشتر به خاطر فعالیت‌های مؤثرش در طول جنگ جهانی دوم به عنوان لشکر ۱۰۰ پیاده شناخته می‌شود. این لشکر که در جبهه اروپا می‌جنگید، تا پایان جنگ در فرانسه و آلمان پیشروی کرد و در طول مسیر، ضدحمله‌های سنگین آلمان را دفع کرد. جنگ جهانی دوم تنها جنگی بود که این لشکر قبل از ایفای نقش به عنوان یک واحد آموزشی، شاهد نبرد فعال در آن بود.